# Akku Immenhausen
Das Akku Immenhausen, auch AKKU Immenhausen, ist ein Aktions-, Kultur- und Jugendzentrum in Immenhausen.

## Geschichte
Das  Aktions-, Kultur- und Jugendzentrum wurde 1993 in der Villa des Glasdesigners Richard Süßmuth gegründet. Headliner der ersten Musikveranstaltung waren Slapshot und die Kasseler Band Ryker’s. Im Musik Club werden seither Punk und Hardcore-Konzerte veranstaltet.
Aufgetreten sind im Akku Immenhausen Bands u. a. wie Sick of It All, NOFX, Lagwagon, Slapshot und Madball. Zum 25-jährigen Bestehen 2018 spielten Tausend Löwen unter Feinden, Right Direction und die Kasseler Band Ryker’s.